# Monor
Monor ist eine ungarische  Stadt im Kreis Monor im Komitat Pest. Die Stadt ist der Verwaltungssitz des gleichnamigen Kreises.

## Geografische Lage
Monor liegt 35 Kilometer südöstlich des Zentrums der ungarischen Hauptstadt Budapest. Nachbargemeinden sind Péteri, Gomba, Bénye, Monorierdő, Csévharaszt, Vasad und Üllő.

## Geschichte
Im Jahr 1913 gab es in der damaligen Großgemeinde 2105 Häuser und 11.436 Einwohner auf einer Fläche von 12.337 Katastraljochen. Sie gehörte zu dieser Zeit zum Bezirk Monor im Komitat Pest-Pilis-Solt-Kiskun. In Monor lebten 1941 344 Juden, das waren etwa 3 Prozent der Bevölkerung. Nach der deutschen Besetzung Ungarns im März 1944 richtete die ungarische Verwaltung im Mai 1944 ein Zwangsghetto ein und zusätzlich wurden in der Ziegelei etwa 8000 Juden aus der Umgebung zusammengetrieben. Anfang Juli wurden die Ghettoinsassen in das Konzentrationslager Auschwitz deportiert. 1989 erhielt Monor den Status einer Stadt.

## Söhne und Töchter
- István Borzsák (1914–2007), klassischer Philologe
- Stefi Ákos (1919–2005), Sängerin
- Judit Topál (* 1943), provinzialrömische Archäologin

## Verkehr
Die Autobahn M5 von Budapest nach Kecskemét verläuft südwestlich in 13 km Entfernung.